# Приз Каликса Лавалле
Приз Каликса Лавалле (фр. Prix de musique Calixa-Lavallée) — награда, присуждаемая Обществом Св. Иоанна Крестителя в Монреале (фр. Société Saint-Jean-Baptiste de Montréal, SSJB) гражданам Квебека, чья деятельность в области музыки «служила или служит интересам народа Квебека в Квебеке или за его пределами».
Приз Каликса Лавалле учрежден в 1959 году и вручался ежегодно до 1993 года. С 1993 года приз вручается раз в три года. Лауреаты приза получают денежное вознаграждение в размере 3000 канадских долларов и памятную медаль с надписью «bene merenti de patria».

## Список лауреатов
- 1959 — Леопольд Симоно и Пьеррет Алари
- 1960 — Жак Бодри
- 1961 — Франсуаза Обю
- 1962 — Жан Папино-Кутюр
- 1963 — Жиль Лефевр
- 1964 — Виктор Бушар и Рене Мориссе
- 1965 — Луи Килико
- 1966 — Жиль Виньо
- 1967 — Жозеф Руло
- 1968 — Жиль Трамбле
- 1969 — Роже Маттон (англ. Roger Matton)
- 1970 — Клермон Пепен (англ. Clermont Pépin)
- 1971 — Колетт Боки (англ. Colette Boky)
- 1972 — Клэр Ганье
- 1973 — Гастон Жермен
- 1974 — Полина Жюльен (фр. Pauline Julien)
- 1975 — Феликс Леклер
- 1976 — Жан Кариньян (фр. Jean Carignan)
- 1977 — Лионель Донэ (фр. Lionel Daunais)
- 1978 — приз не присуждался
- 1979 — Моник Лерак
- 1980 — Серж Гаран
- 1981 — Кеннет Гилберт
- 1982 — Мари-Терез Пакен (фр. Marie-Thérèse Paquin)
- 1983 — Жиль Потвен (англ. Gilles Potvin)
- 1984 — приз не присуждался
- 1985 — Маривонн Кендержи (фр. Maryvonne Kendergi)
- 1986 — приз не присуждался
- 1987 — Ивонна Юбер
- 1988 — Жан Кузино (фр. Jean Cousineau)
- 1989 — Бернар Лагасе (фр. Bernard Lagacé)
- 1990 — Отто Йоахим (англ. Otto Joachim (composer))
- 1991 — Луиза Андре
- 1992 — приз не присуждался
- 1993 — Фернан Линдсей
- 1996 — Анжела Дюбо (англ. Angèle Dubeau)
- 1997—2002 — приз не присуждался
- 2003 — Чарли Биддл (англ. Charlie Biddle)
- 2004—2011 — приз не присуждался
- 2012 — Ален Лефевр (фр. Alain Lefèvre)